# Ďáblice
Ďáblice (deutsch Dablitz) ist ein Stadtteil und eine Katastralgemeinde im Norden der tschechischen Hauptstadt Prag. Ďáblice war ursprünglich eine selbstständige Gemeinde, seit 1968 gehört es zum Verwaltungsbezirk Prag 8.

## Geschichte
Der Ort Ďáblice, ursprünglich Dawlice wurde im Jahr 1253 in einer Urkunde der Kreuzherren mit dem roten Herzen erstmals schriftlich erwähnt.
Südlich von Staré Ďáblice (Alt-Dablitz) wurde die Siedlung Nové Ďáblice (Neu-Dablitz) angelegt.

## Sehenswürdigkeiten
- Schloss Ďáblice
- ehemalige Ziegelei Battista
- Sternwarte Ďáblice
- Höhe Ládví (359 m), Naturdenkmal und Waldpark
- Friedhof Ďáblice mit Ehrengrabstätten für politische Gefangene und Widerstandskämpfer, seit 2017 Nationales Kulturdenkmal Tschechiens[1] (der Friedhof liegt zwar zwischen Staré Ďáblice und Nové Ďáblice, gehört offiziell aber zur Katastralgemeinde Střížkov)

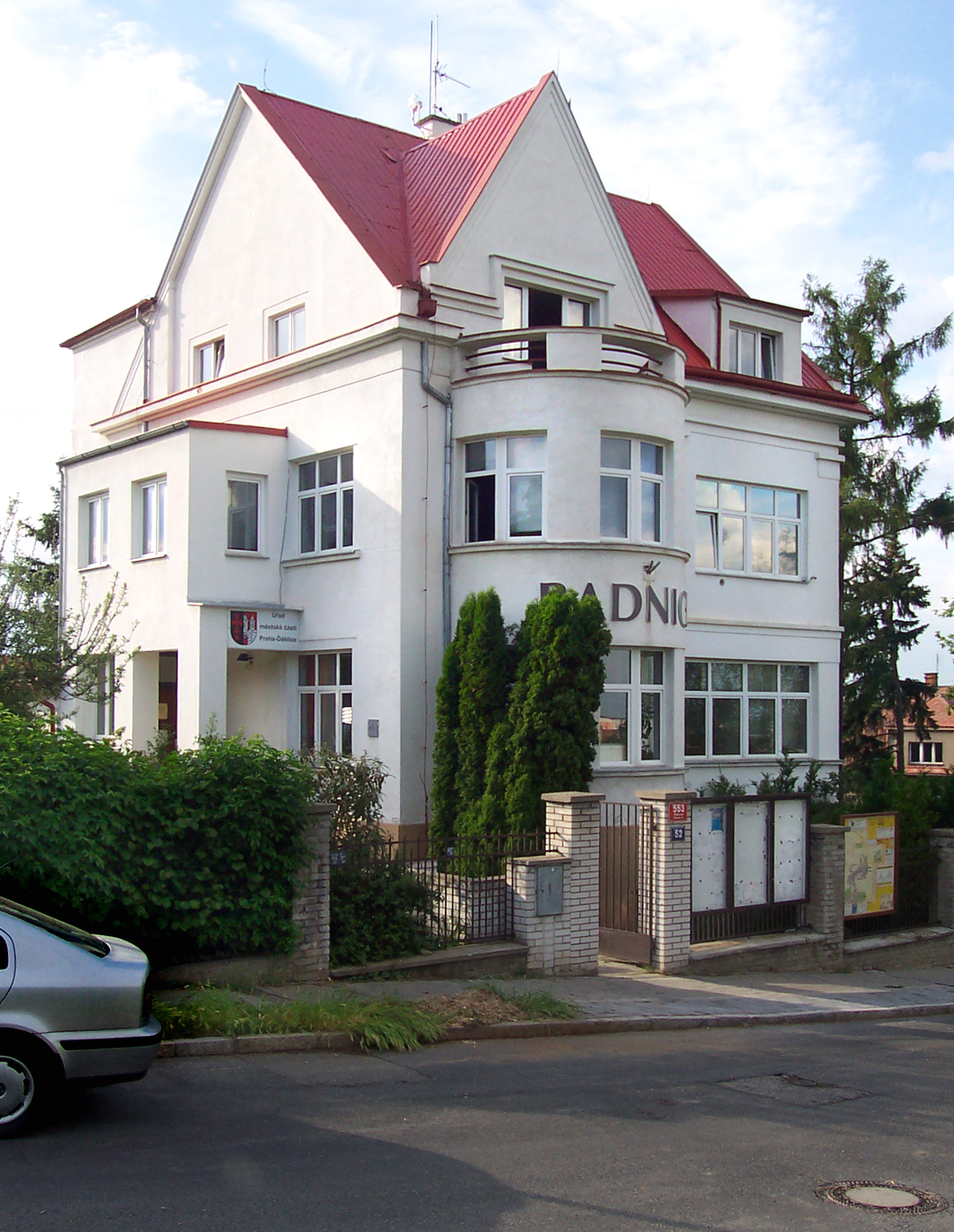
Rathaus von Praha-Ďáblice
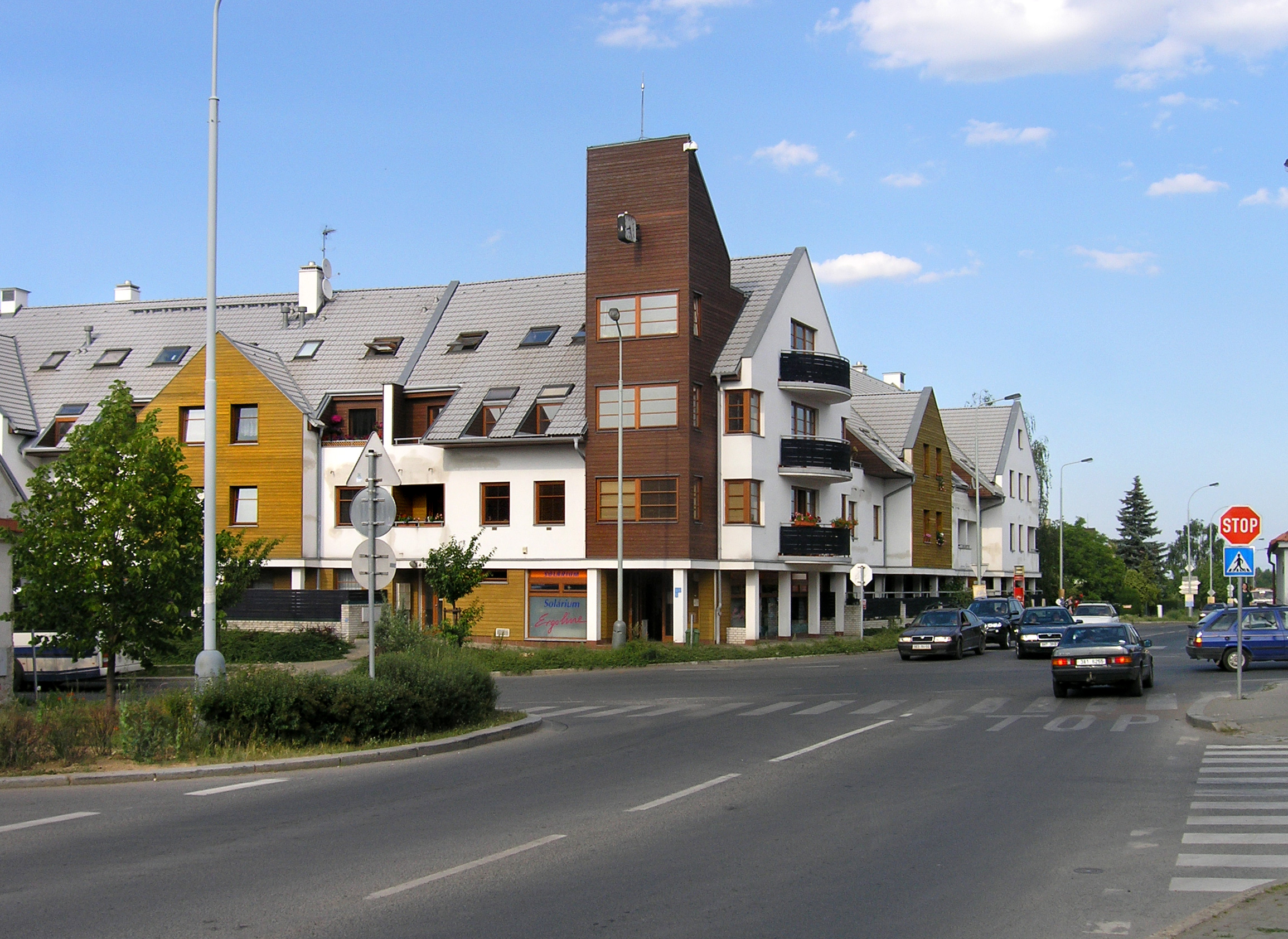
Kreuzung von Ďáblická und Kostelecká
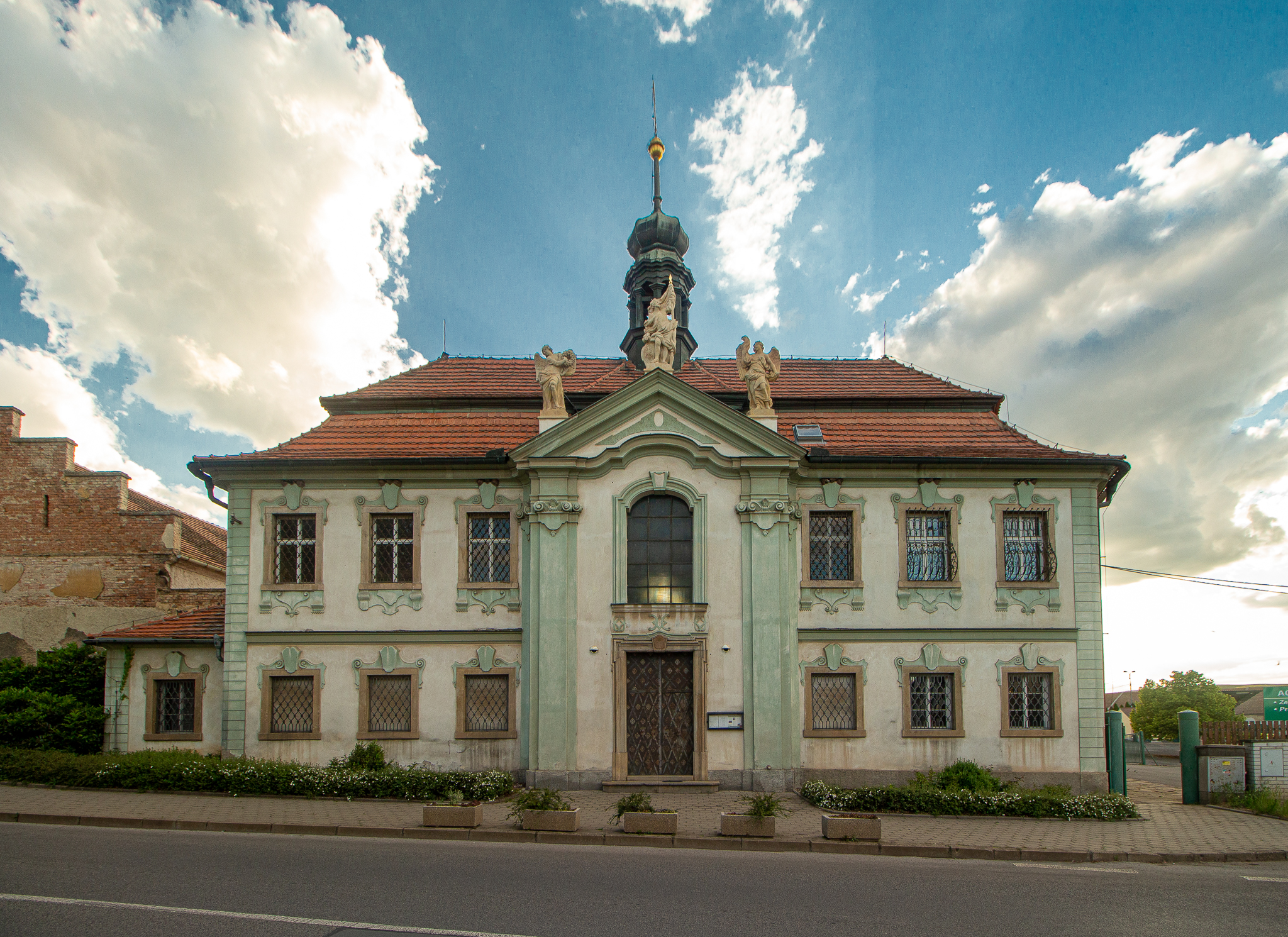
Schloss Ďáblice
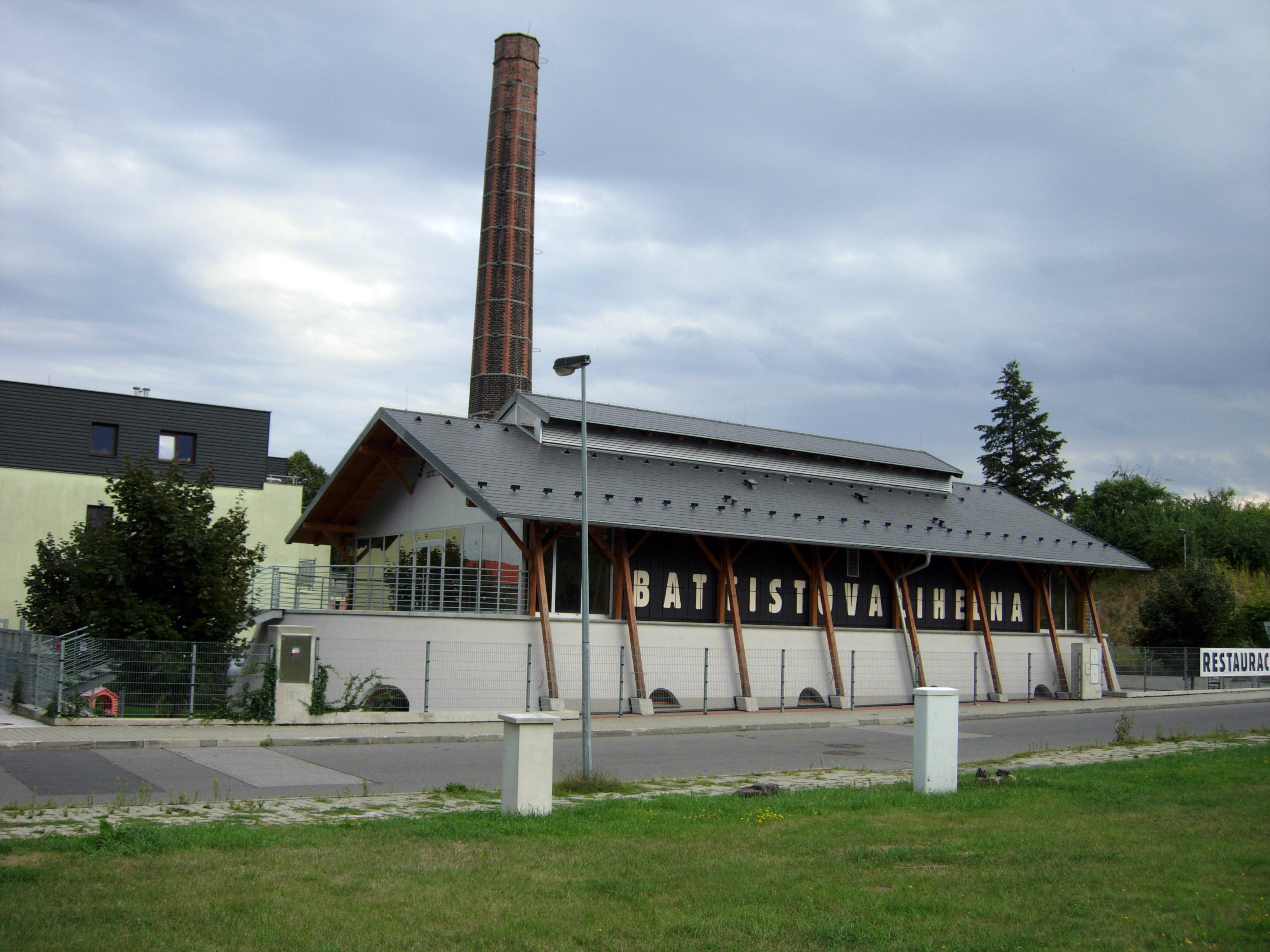
Ehemalige Ziegelei
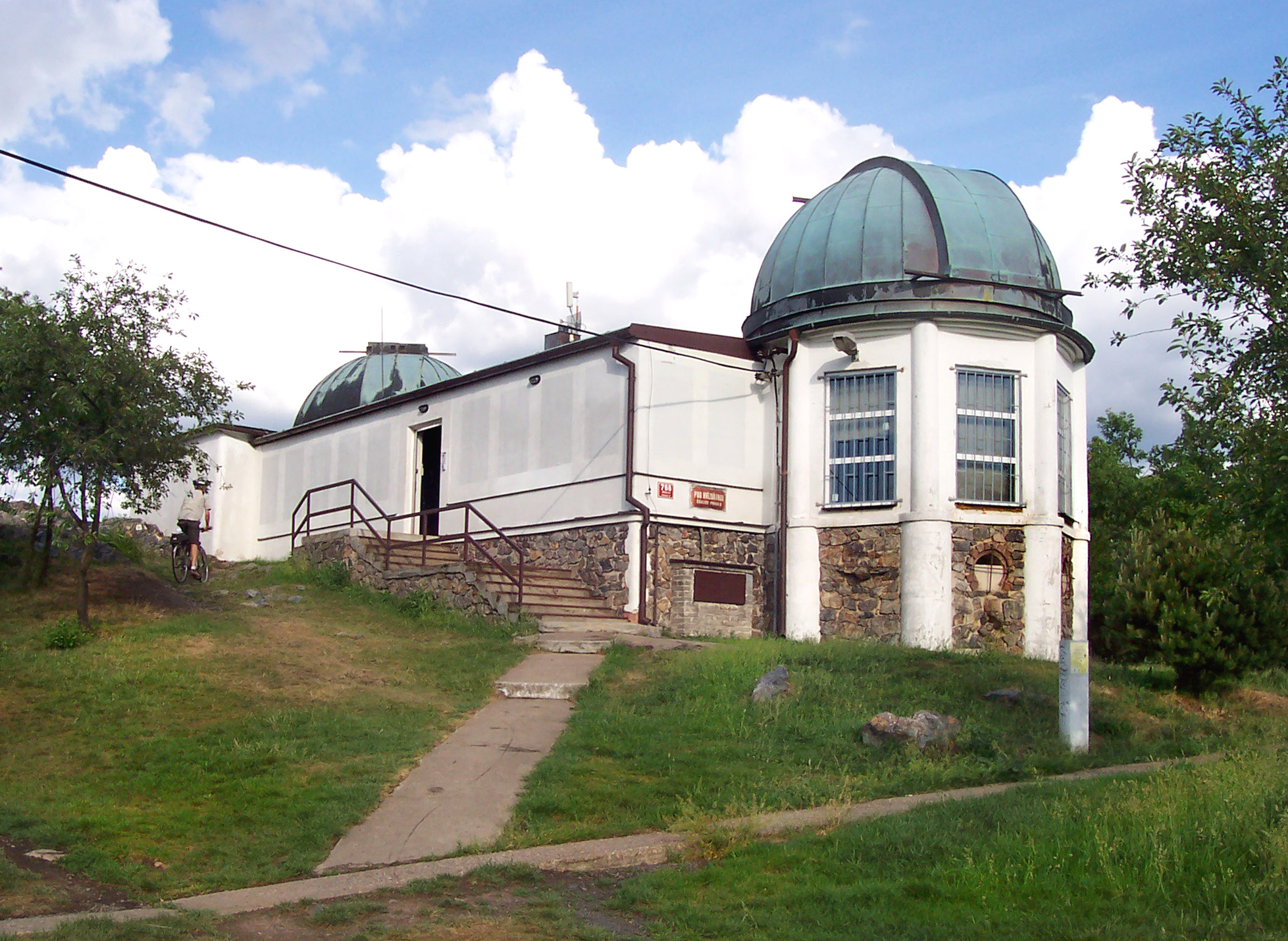
Sternwarte